# Eupelmus zandanus
Eupelmus zandanus är en stekelart som beskrevs av T.C. Narendran och Anil 1998. Eupelmus zandanus ingår i släktet Eupelmus och familjen hoppglanssteklar. Inga underarter finns listade i Catalogue of Life.